# Metro-2
Metro-2 er et formodet metrosystem i Moskva, Rusland. Eksistensen er offentligt benægtet, men menes at være bygget således at politiske overhoveder og nærtstående kan flygte ud af byen, i tilfælde af angreb eller krig. Ingen har endnu fundet Metro 2, men såkaldte "gravere," mener at kunne dokumentere dens eksistens.
| Jernbane | Spire Denne jernbaneartikel er en spire som bør udbygges. Du er velkommen til at hjælpe Wikipedia ved at udvide den. |

55°41′17″N 37°30′48″Ø / 55.6881°N 37.5133°Ø